# Кривченко, Юрий Михайлович
Ю́рий Миха́йлович Кри́вченко (укр. Юрій Михайлович Кривченко; 19 октября 1966, Днепропетровск — 14 февраля 2014) — советский и украинский футболист и мини-футболист, игравший на позициях защитника, полузащитника и нападающего.

## Биография
Воспитанник днепропетровской СЛЮШОР «Днепр-75». С 1983 года — в дублирующем составе днепропетровского «Днепра», в котором за два года провёл 49 матчей и забил пять голов, однако к играм основной команды не привлекался. На уровне команд мастеров дебютировал в 1984 году, в составе днепродзержинского «Металлурга», выступавшего во второй лиге чемпионата СССР. В следующем году перешёл в криворожский «Кривбасс». В 1986 году играл за «Приморец» из Смоляниново в соревнованиях коллективов физкультуры, а в 1987 году стал игроком хабаровского СКА, цвета которого защищал на протяжении двух сезонов. В 1989 году вернулся в «Днепр», однако провёл за основной состав всего один матч, на 75-й минуте игры против волгоградского «Ротора» в Кубке Федерации футбола СССР заменив Антона Шоха. Также провёл 9 матчей за днепропетровскую команду в турнире дублеров. В том же году перешёл в «Вулкан» из Петропавловска-Камчатского, за который выступал до 1991 года. После «Вулкана» некоторое время выступал за чехословацкий ТТС из Тренчина
В 1992 вернулся в Украину, где стал игроком шепетовского «Темпа», который получил право в первом чемпионате независимой Украины выступать в высшей лиге. Кривченко дебютировал в элитном дивизионе 6 марта 1992 года, выйдя в стартовом составе в выездном матче против николаевского «Эвиса» (на 61-й минуте вместо него на поле появился Александр Бабий). В первом чемпионате Украины шепетовская команда заняла последнее место в турнирной таблице и вылетела из высшей лиги, однако уже в следующем сезоне, при помощи Кривченко, бывшего одним из основных игроков коллектива, стала серебряным призёром первого дивизиона и вернулась в «элиту». Тем не менее, в новом сезоне игрок провёл всего один матч и вскоре покинул команду. После ухода из «Темпа», Кривченко отправился в Ливан, где на протяжении двух сезонов защищал цвета клуба «Аль-Ахли» из города Сарба. В 1995 году футболист вернулся в Украину и снова стал игроком «Темпа» (к тому времени переехавшего в Хмельницкий и называвшегося «Темп-АДВИС»), однако клуб испытывал серьёзные финансовые проблемы и надолго игрок в нем не задержался. 1996 год Кривченко провёл в благовещенском «Амуре», выступая во второй лиге России. На следующий год игрок снова вернулся в Украину, где некоторое время выступал за любительский «Локомотив» из Днепропетровска, а затем стал игроком кировоградской «Звезды», в составе которой провёл два матча в высшей лиге чемпионата Украины. В 1998 году Кривченко перешёл в хмельницкое «Подолье», которому помог стать победителем своей группы второй лиги и заработать право на выход в первый дивизион. Последнюю игру на профессиональном уровне провёл в 1999 году.

### Мини-футбольная карьера
Начиная с 1994 года выступал за различные команды, участвовавшие в чемпионате и Кубке Украины по мини-футболу. В 2000—2001 годах был главным тренерам мини-футбольного клуба «ДГАУ-Бересфорд».

## Достижения
- Серебряный первой лиги чемпионата Украины: 1992/93
- Победитель второй лиги чемпионата Украины: 1997/98 (группа «А»)